# 多侍駅
多侍駅（タシえき）は、大韓民国全羅南道羅州市にある韓国鉄道公社（KORAIL）の駅である。

## 利用可能な路線
- 韓国鉄道公社
  - 湖南線

## 駅構造
- 2面2線の地上駅。

## 歴史
- 1931年8月1日 - 開業。

## 隣の駅
韓国鉄道公社
湖南線
羅州駅 - 多侍駅 - (古幕院駅) - 咸平駅